# كريستوفر ستون (لاعب كريكت)
كريستوفر ستون (11 مايو 1951 في المملكة المتحدة - )  (بالإنجليزية: Christopher Stone)‏ هو لاعب كريكت بريطاني. لعب مع نادي مقاطعة بيدفوردشير للكريكت ‏ وDorset County Cricket Club ‏.